# 乾安儔
乾 安儔（いぬい やすとも）は、安土桃山時代から江戸時代前期にかけての武将。津軽氏の家臣。

## 略歴
元々は上方の出身と伝わる。津軽為信に仕えた。慶長13年（1608年）、藩内の御家騒動である津軽騒動の際には、津軽大熊の叔父で豪勇で知られた一戸清三郎（一戸兵庫之助の長男）を自宅へ招き、騙し討ちにして殺害する功を上げる。
慶長17年（1612年）、高坂蔵人が南部へ脱藩を企てた際（高坂蔵人の乱）には、城内で安儔を初めとする5人で討ち取った。寛永2年（1625年）の青森港開港では、行政責任者の一人として尽力。寛永5年（1628年）7月には百沢寺（現・岩木山神社）山門作事奉行、寛永6年（1629年）7月には長勝寺三門作事奉行を務めた。
寛永11年（1634年）の船橋騒動では新参組の船橋長真に味方したため、幕府裁定により寛永13年（1636年）、伊予松山の松平定行お預けとなった。
なお、津軽氏墓所である東京上野の津梁院の津軽信枚の墓前の石灯籠は、安儔が献じたものだという。
安儔の跡は3代藩主・津軽信義の弟が継承し、安俊と名乗った。